# Lacey Evans
Pour les articles homonymes, voir Evans.
 (mars 2019).
Macey Estrella (née le 24 mars 1990 à Parris Island, Caroline du Sud) est une catcheuse américaine. Elle est connue pour son travail à la World Wrestling Entertainment, sous le nom de Lacey Evans.

## Jeunesse
Macey Estrella grandit dans une famille de toxicomane et a six autres frères et sœurs. Sa mère, toxicomane, quitte le foyer alors que Macey Estrella est âgée de 10 ans. Elle s'engage dans l'United States Marine Corps en 2009 et intègre la Special Reaction Team, l'équivalent du Special Weapons And Tactics pour la police militaire américaine. Elle sert pendant cinq ans tout en continuant ses études, et obtient un bachelor.
En parallèle à sa carrière militaire, elle fonde une société de construction,.

## Carrière de catcheuse

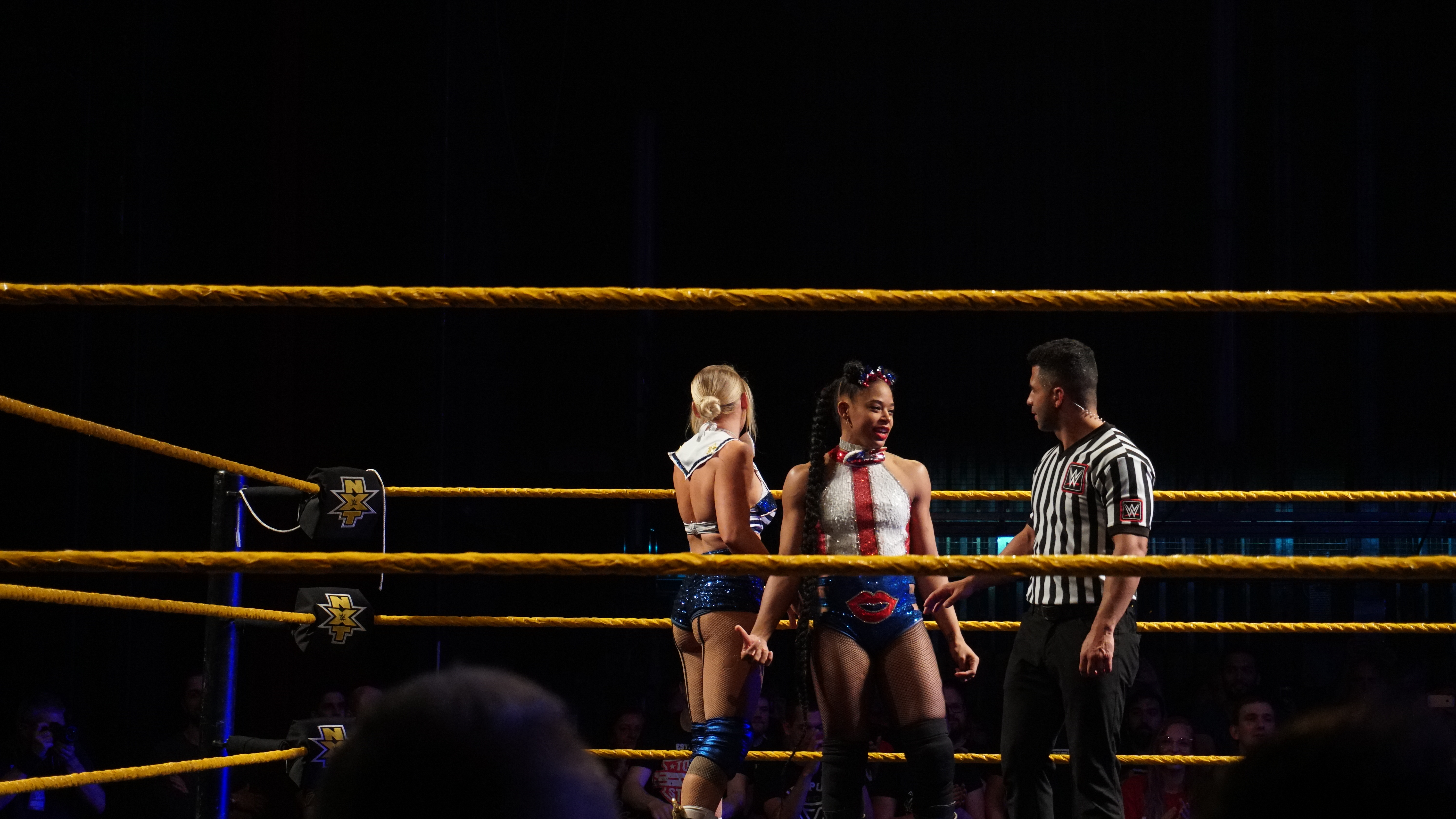
Lacey Evans et Bianca Belair.

### Débuts (2014-2016)
Macey Estrella s'entraîne pour devenir catcheuse en Géorgie à l'école de catch de l'American Premier Wrestling. Elle y fait ses premiers combats de catch.

### World Wrestling Entertainment(2016-2023)

#### NXT(2016-2019)
Le 12 avril 2016, elle signe un contrat de catcheuse à la World Wrestling Entertainment (WWE). 
Le 11 janvier 2017 à NXT, elle fait ses débuts en équipe avec Sarah Logan, avec qui elle perd un match par équipes face à Billie Kay et Peyton Royce. En avril, elle change de nom de ring pour celui de Lacey Evans, qui est le nom de jeune fille de sa sœur,.
Le 27 janvier 2019 au Royal Rumble, elle entre en première position, élimine Billie Kay et Peyton Royce, avant d'être elle-même éliminée par Charlotte Flair en 11e position.

#### Draft àRaw, rivalités avec Becky Lynch et Natalya (2019)
Le 8 avril à Raw, elle fait ses débuts, dans le show rouge, en portant sa Women's Right sur Becky Lynch, provoquant une bagarre entre les deux femmes. Le 19 mai à Money in the Bank, elle ne remporte pas le titre féminin de Raw, battue par l'Irlandaise. Quelques minutes plus tard, elle fait perdre sa rivale face à The Queen pour le titre féminin de SmackDown en lui portant sa Women's Right. Le 23 juin à Stomping Grounds, elle ne remporte pas, une nouvelle fois, le titre féminin de Raw, battue par Becky Lynch. Plus tard dans la soirée, choisie comme arbitre spéciale pour le match opposant Baron Corbin à Seth Rollins pour le titre Universel de la WWE, elle se fait attaquer par la championne féminine de Raw, après avoir porté un Low-Blow sur le compagnon de cette dernière, remplacée par un autre arbitre. 
Le 14 juillet à Extreme Rules, Baron Corbin et elle ne remportent pas les titre Universel de la WWE et titre féminin de Raw, battus par Seth Rollins et Becky Lynch dans un Winner Takes All Mixed Tag Team Extreme Rules Match. 
Le 6 octobre lors du pré-show à Hell in a Cell, elle perd face à Natalya par soumission.

#### Draft àSmackDown(2019-2020)
Le 14 octobre à Raw, lors du Draft, elle est annoncée être transférée au show bleu par Stephanie McMahon. Dans la même soirée, Natalya et elle font équipe pour affronter les Kabuki Warriors (Asuka et Kairi Sane), mais perdent le match. Le 31 octobre à Crown Jewel, elle perd face à la Canadienne par soumission, où elle effectue un Face Turn pendant le combat. Après le match, les deux femmes célèbrent ensemble le premier combat féminin de l'histoire de la WWE en Arabie Saoudite, puis se prennent mutuellement dans les bras. Le 24 novembre aux Survivor Series, l'équipe de SmackDown (Sasha Banks, Nikki Cross, Carmella, Dana Brooke et elle) perd le 5-on-5 Traditional Survivor Series Woman's Elimination Match face à celle de NXT (Rhea Ripley, Toni Storm, Candice LeRae, Bianca Belair et Io Shirai), qui inclut également l'équipe de Raw (Charlotte Flair, Natalya, Sarah Logan, Asuka et Kairi Sane). 
Le 26 janvier 2020 au Royal Rumble, elle ne remporte pas le titre féminin de SmackDown, battue par Bayley.
Le 5 avril à WrestleMania 36, elle ne remporte pas le titre féminin de SmackDown, battue par la même adversaire dans un Fatal 5-Way Elimination Match, qui inclut également Sasha Banks, Naomi et Tamina. Le 10 mai à Money in the Bank, elle ne remporte pas la mallette, gagnée par Asuka.
Le 10 juillet à SmackDown, elle effectue un Heel Turn en attaquant Naomi, après la victoire de cette dernière au Karaoke ShowDown. Elle la bat ensuite par disqualification, attaquée par Dana Brooke et Tamina.

#### Retour àRawet congé de maternité (2020-2021)
Le 12 octobre à Raw, lors du Draft, elle est annoncée être transférée au show rouge par Stephanie McMahon. Plus tard dans la soirée, elle perd la Battle Royale féminine, au profit de Lana, ne devenant pas aspirante n°1 au titre féminin de Raw. Le 17 octobre, Peyton Royce et elle remplacent Mandy Rose et Dana Brooke, blessées, dans l'équipe féminine du show rouge pour les Survivor Series. Le 22 novembre aux Survivor Series, l'équipe Raw (Nia Jax, Shayna Baszler, Lana, Peyton Royce et elle) bat l'équipe SmackDown (Bianca Belair, Ruby Riott, Liv Morgan, Bayley et Natalya) dans un 5-on-5 Traditional Survivor Series Woman's Elimination Match.
Le 31 janvier 2021 au Royal Rumble, elle entre dans le Royal Rumble féminin en 18e position, élimine Mickie James, avant d'être elle-même éliminée par Shayna Baszler. Le 15 février à Raw, Le match entre Asuka, Charlotte Flair, Peyton Royce et elle se termine en No Contest, car elle annonce être enceinte de son second enfant et doit s'absenter pendant des mois.

#### Retour àSmackDownet départ (2022-2023)
Le 6 mai 2022 à SmackDown, elle effectue son retour, après un an et 3 mois d'absence, en tant que Face, à la suite d'un long congé de maternité. 
Le 2 juillet à Money in the Bank, elle ne remporte pas la mallette, gagnée par Liv Morgan. Le 8 juillet à SmackDown, alors qu'Aliyah et elle devaient combattre ensemble, elle est dégoûtée par l'attitude des fans à son égard, leur réclame le respect qu'elle mérite et effectue un Heel Turn en frappant sa propre partenaire avec sa Women's Right. 
Le 27 janvier 2023 à SmackDown, elle effectue son retour avec un nouveau look, une nouvelle gimmick et bat Jazmine Allure par soumission avec sa nouvelle prise : le Cobra Clutch. Le lendemain au Royal Rumble, elle entre dans le Royal Rumble match féminin en 23e position, élimine Nia Jax (avec l'aide de 9 Superstars féminines) et Zelina Vega avant d'être elle-même éliminée par Raquel Rodriguez.

## Vie privée
Elle est mariée à Alfonso et a une fille du nom de Summer. Le 15 février 2021 à Raw, elle annonce être enceinte de son second enfant. Le 16 octobre de la même année, elle donne naissance à une seconde fille.